# Nomreh-ye Yāzdah
Nomreh-ye Yāzdah (persiska: نمره یازده, Nomreh Yāzdah) är en ort i Iran.   Den ligger i provinsen Khuzestan, i den centrala delen av landet, 500 km söder om huvudstaden Teheran. Nomreh-ye Yāzdah ligger 257 meter över havet och antalet invånare är 341.
Terrängen runt Nomreh-ye Yāzdah är kuperad åt sydost, men åt nordväst är den platt. Runt Nomreh-ye Yāzdah är det ganska glesbefolkat, med 48 invånare per kvadratkilometer. Närmaste större samhälle är Masjed Soleymān, 2,0 km öster om Nomreh-ye Yāzdah. Omgivningarna runt Nomreh-ye Yāzdah är i huvudsak ett öppet busklandskap.